# Tertunsaari (ö i Södra Savolax)
Tertunsaari är en ö i Finland. Den ligger i sjön Enonvesi och i kommunen Nyslott i  landskapet Södra Savolax, i den sydöstra delen av landet, 290 km nordost om huvudstaden Helsingfors. Öns area är 4,3 hektar och dess största längd är 470 meter i sydöst-nordvästlig riktning.